# Skepplanda
Skepplanda is een plaats in de gemeente Ale in het landschap Västergötland en de provincie Västra Götalands län in Zweden. De plaats heeft 1869 inwoners (2005) en een oppervlakte van 104 hectare.